# 15268 Wendelinefroger
15268 Wendelinefroger (tên chỉ định: 1990 WF3) là một tiểu hành tinh vành đai chính. Nó được phát hiện bởi Eric Walter Elst ở Đài thiên văn La Silla ở Chile ngày 18 tháng 11 năm 1990. Nó được đặt theo tên Wendeline Froger, a Belgian singer.